# Salérans
Salérans är en kommun i departementet Hautes-Alpes i regionen Provence-Alpes-Côte d'Azur i sydöstra Frankrike. Kommunen ligger  i kantonen Ribiers som ligger i arrondissementet Gap. År 2022 hade Salérans 79 invånare.

## Befolkningsutveckling
Antalet invånare i kommunen Salérans
Referens:INSEE